# 碧野圭
碧野 圭（あおの けい、女性、1959年6月21日 - ）は、日本の小説家。愛知県名古屋市出身。東京学芸大学教育学部卒業。

## 経歴
1960年代に父がマレーシアのクアラルンプールに赴任になり、名古屋、母の実家の佐賀、クアラルンプールを転々として育つ。
フリーライターとして主にタウン誌『アングル』や『アニメージュ』（編集長が鈴木敏夫、『天空の城ラピュタ』から『魔女の宅急便』劇場公開まで）等アニメ誌にて活動する。その後、富士見書房のドラゴンマガジン／ザ・スニーカー編集部にてライトノベルの編集者等を務める。
2006年、『辞めない理由』で小説デビュー。2014年、『書店ガール』シリーズで第3回静岡書店大賞の「映像化したい文庫部門」大賞を受賞する。
『銀盤のトレース』の販売促進のために全国130軒の書店をまわり、そのレポートをブログにアップした。

## 著作

### 「書店ガール」シリーズ
- ブックストア・ウォーズ（2007年10月 新潮社）
  - 【改題】書店ガール（2012年3月 PHP文芸文庫）
- 書店ガール2 最強のふたり（2013年3月 PHP文芸文庫）
- 書店ガール3 託された一冊（2014年5月 PHP文芸文庫）
- 書店ガール4 パンと就活（2015年5月 PHP文芸文庫）

### 「銀盤のトレース」シリーズ
- 銀盤のトレース（2010年1月 実業之日本社）
- 銀盤のトレース age15 転機（2011年12月 実業之日本社文庫）
- 銀盤のトレース age16 飛翔（2012年2月 実業之日本社文庫）

### 「凜として弓を引く」シリーズ
- 凜として弓を引く（2021年19月 講談社文庫）
- 凜として弓を引く　青雲篇（2022年10月 講談社文庫）
- 凜として弓を引く　初陣篇   (2024年3月  講談社文庫)

### その他
- 辞めない理由（2006年6月 パルコ出版 / 2009年10月 光文社文庫 / 2014年10月 実業之日本社文庫）
- 雪白の月（2008年11月 実業之日本社）
- 失業パラダイス（2010年6月 光文社）
- 半熟AD（2013年6月 光文社文庫）
- 情事の終わり（2012年8月 実業之日本社文庫）
- 全部抱きしめて（2013年10月 実業之日本社文庫）

## 映像化作品
テレビドラマ
- 戦う!書店ガール（2015年4月14日 - 6月9日、フジテレビ系「火曜10時枠」、主演：渡辺麻友・稲森いずみ）